# Урбарар
Урбарар се нарича административно-финансов служител при рудниците, разработвани от преселилите се в началото на 14 век на Балканския полуостров западноевропейски саксонци-рудари (известни като саси), първоначално пребивавали в Трансилвания.
Терминът е известен от т. нар. Закон за рудниците, съставен между 1390 и 1412 г. от самите саксонци по указание на смедеревския деспот Стефан Лазаревич. Длъжността на урбарара се състои в надзираване на плащанията между майсторите (гваркове) и наемните им работници (ленхавари), както и в разрешаване на спорове при определяне на подземните граници между отделните рудници. Понеже през 14 век все още няма уреди за точно определяне на рудничните граници, работата на урбарара винаги е приблизителна и критикувана.
Името на тази длъжност е запазена до днес в съвременния български език в израза „урбулешка работа“, който означава работа свършена неточно, набързо и през пръсти.